# Чемпіонат України з боксу 2013
XXII Чемпіонат України з боксу серед чоловіків — головне змагання боксерів-любителів в Україні, організоване Федерацією боксу України, що відбулося з 2 по 8 грудня 2013 року в Івано-Франківську в приміщенні манежу коледжу фізичного виховання. В турнірі взяли участь 186 боксерів, що у 176 двобоях розіграли нагороди у 10 вагових категоріях.
Змагання було вперше в Україні проведено за новими правилами AIBA: спортсмени боксували без захисних шоломів, у вагових категоріях до 69 кг боксери використовували рукавички вагою 10 унцій, а у більш важкій вазі — 12-унцові. Поєдинок обслуговували п'ятеро суддів, однак при винесенні рішення враховувалася думка лише трьох з них.

## Розклад
| Дата     | Час 1           | Час 2           | Раунд           |
| -------- | --------------- | --------------- | --------------- |
| 2 грудня | Приїзд команд   | Приїзд команд   | Приїзд команд   |
| 3 грудня | 14:00           | 17:00           | Попередній етап |
| 4 грудня | 12:00           | 17:00           | Попередній етап |
| 5 грудня | 12:00           | 16:00           | Чвертьфінали    |
| 6 грудня | День відпочинку | День відпочинку | День відпочинку |
| 7 грудня | 14:00           |                 | Півфінали       |
| 8 грудня | 11:00           |                 | Фінали          |

## Медалісти
| Дисципліна                       | Золото             | Срібло            | Бронза              |
| -------------------------------- | ------------------ | ----------------- | ------------------- |
| до 49 кг, чоловіки докладніше    | Дмитро Замотаєв    | Максим Чулячеєв   | Денис Козарук       |
| до 49 кг, чоловіки докладніше    | Дмитро Замотаєв    | Максим Чулячеєв   | Вадим Царенко       |
| до 52 кг, чоловіки докладніше    | Денис Шкарубо      | Єгор Голуб        | Емір-Асан Небієв    |
| до 52 кг, чоловіки докладніше    | Денис Шкарубо      | Єгор Голуб        | Ігор Сопінський     |
| до 56 кг, чоловіки докладніше    | Юрій Шестак        | Степан Стефанишин | Іван Соловйов       |
| до 56 кг, чоловіки докладніше    | Юрій Шестак        | Степан Стефанишин | Владислав Вєтошкін  |
| до 60 кг, чоловіки докладніше    | Олег Прудкий       | Дмитро Черняк     | Мухаммад Сірожев    |
| до 60 кг, чоловіки докладніше    | Олег Прудкий       | Дмитро Черняк     | Віктор Славінський  |
| до 64 кг, чоловіки докладніше    | Денис Берінчик     | Батиржон Ахмедов  | Володимир Матвійчук |
| до 64 кг, чоловіки докладніше    | Денис Берінчик     | Батиржон Ахмедов  | Олександр Гречиха   |
| до 69 кг, чоловіки докладніше    | Євген Барабанов    | Олег Зубенко      | Едуард Рибалка      |
| до 69 кг, чоловіки докладніше    | Євген Барабанов    | Олег Зубенко      | Тарас Головащенко   |
| до 75 кг, чоловіки докладніше    | Владислав Войталюк | Арсен Різун       | Андрій Меньших      |
| до 75 кг, чоловіки докладніше    | Владислав Войталюк | Арсен Різун       | Олексій Казім-Заде  |
| до 81 кг, чоловіки докладніше    | Сергій Лапін       | Олександр Хижняк  | Андрій Зеленяк      |
| до 81 кг, чоловіки докладніше    | Сергій Лапін       | Олександр Хижняк  | Олексій Новокшонов  |
| до 91 кг, чоловіки докладніше    | Олександр Тріфонов | Сергій Радченко   | Артем Усик          |
| до 91 кг, чоловіки докладніше    | Олександр Тріфонов | Сергій Радченко   | Геворг Манукян      |
| понад 91 кг, чоловіки докладніше | Віктор Вихрист     | Олексій Жук       | Цотне Рогава        |
| понад 91 кг, чоловіки докладніше | Віктор Вихрист     | Олексій Жук       | Тарас Неудачин      |